# Massimo Demarin
Massimo Demarin (Pula, 25 augustus 1979) is een Kroatisch voormalig wielrenner. Hij was professional tussen  2003 en 2014.

## Overwinningen
2002
- 2e etappe Jadranska Magistrala
- Kroatisch kampioen op de weg, Elite

2004
- 2e etappe Paths of King Nikola, Tivat
- Eindklassement Paths of King Nikola

2005
- 1e etappe deel B Paths of King Nikola (ploegentijdrit met Aldo Ino Ilešič, Hrvoje Miholjević en Mitja Mahorič)

2008
- 1e in Trofej UČKA

2009
- Memorijal Nevio Valčić

2010
- Loborike